# Frank Ryan
Frank Beall Ryan (Fort Worth, 12 luglio 1936 – Waterford, 1º gennaio 2024) è stato un giocatore di football americano statunitense che giocò nel ruolo di quarterback nella National Football League (NFL). Ricordato per essere l'unico giocatore della lega ad aver ottenuto un Dottorato di ricerca in matematica, guidò i Cleveland Browns alla vittoria del loro ultimo campionato NFL nel 1964.

## Carriera professionistica

### Los Angeles Rams
Ryan fu scelto nel corso del quinto giro del Draft NFL 1958 dai Los Angeles Rams. Trascorse le sue prime quattro stagioni come riserva, lottando coi compagni Billy Wade e Zeke Bratkowski per un posto come titolare. Nel 1961, Ryan completò un passaggio da touchdown da 96 yard per il futuro Hall of Famer Ollie Matson, stabilendo un nuovo primato di franchigia. Dopo essere rimasto in panchina nelle ultime quattro gare della stagione 1961, Ryan minacciò il general manager Elroy Hirsch di lasciare il football se non fosse stato scambiato. Fu così scambiato coi Browns il 12 luglio 1962, giorno del suo 26º compleanno, dopo l'arrivo ai Rams del reclamizzato Roman Gabriel.

### Cleveland Browns
Acquisito per essere la riserva di Jim Ninowski, Ryan divenne titolare il 28 ottobre 1962 quando Ninowski si ruppe una vertebra in una gara contro i Pittsburgh Steelers, rimanendolo per le successiva sei stagioni. Nella sua prima stagione completa come titolare, il 1963, Ryan passò 2.026 yard e 25 touchdown a fronte di soli 13 intercetti, guidando i Browns a un record di 10-4. Tredici di quei touchdown furono per Gary Collins, che guidò la lega in touchdown su ricezione quell'anno. La stagione successiva, Ryan guidò la lega in touchdown passati, coadiuvato da un attacco di altissimo livello che comprendeva il fullback Jim Brown, i wide receiver Collins e Paul Warfield e una offensive line guidata dai futuri Hall of Famers Lou Groza e Gene Hickerson. La squadra arrivò in finale dove batté i Baltimore Colts 27-0 con tre passaggi da touchdown di Ryan per Collins. Quello fu l'ultimo titolo della storia per i Browns. Nel 1964 Ryan fu convocato per il primo di tre Pro Bowl consecutivi. La fine dell'esperienza di Ryan ai Browns giunse il 9 settembre 1969 quando fu svincolato, firmando coi Redskins del nuovo capo-allenatore Vince Lombardi come riserva.

### Washington Redskins
Malgrado l'aver lanciato un solo passaggio nella stagione 1969, Ryan ritornò per la sua tredicesima e ultima stagione nella NFL nel 1970, prima di annunciare il suo ritiro il 13 aprile 1971.

## Palmarès

### Franchigia
- Campionati NFL : 1

Cleveland Browns: 1964

### Individuale
- Convocazioni al Pro Bowl: 3

1964, 1964, 1966
- Leader della NFL in passaggi da touchdown: 2

1964, 1966

## Statistiche
| Yard passate      | 16.042 |
| Touchdown         | 149    |
| Intercetti subiti | 111    |
| Passer rating     | 77,6   |